# 리영철 (축구 선수)
리영철(1991년 1월 8일 ~ )은 조선민주주의인민공화국의 축구 선수이다. 현재 홰불체육단 수비수로 뛰고있다.

## 경력
리영철은 2014년 10월 31일, 쿠웨이트와의 친선경기에서 첫 데뷔전을 치렀다. 2017년 EAFF E-1 풋볼 챔피언십에서는 대한민국과의 대결 도중 자책골을 기록하였다.